# Republika Mirdity
Republika Mirdity – quasi-państwo istniejące w północnej Albanii między 17 lipca a 20 listopada 1921.
17 lipca przy poparciu rządu jugosłowiańskiego przywódca katolickiego klanu Mirdytów – kapedan Mark Gjoni rozniecił antyrządową rebelię. Pretekstem do wystąpienia było ignorowanie przez władze w Tiranie interesów katolickich społeczności na północy kraju. Na zajętych przez siebie terenach powstańcy proklamowali powstanie nowego państwa. Centrum administracyjne tego państwa znajdowało się poza obszarem Albanii, na terenie Kosowa. Komisja Ligi Narodów, kierowana przez Telforda Ericksona ze zdumieniem stwierdziła po przybyciu na teren rzekomej republiki, że większość ludności miejscowej nie ma pojęcia o jej istnieniu.
20 listopada wojska albańskie, dowodzone przez Ahmeda Zogu zlikwidowały republikę.